# Мрачно доба
Мрачно доба или мрачна времена је израз којим се у делу историографије настоји сликовито описати средњи век, односно историја Европе од краја старог века до почетка новог века; односно колапс и назадовање западне цивилизације и културе која је своја некадашња античка достигнућа почела достизати тек у доба Ренесансе; у том смислу је, поготово, у популарној култури тај период познат као мрачни средњи век. Код историчара, међутим, постоји много израженија тенденција да се коришћење израза ограничи искључиво на рани средњи вијек и/ли подручја западне и сјеверозападне Европе, односно да се тиме пре настоји описати недостатак писаних извора и историјских артефаката у односу на претходне и касније периоде; у том смислу се користи израз Мрачно доба (енгл. Dark Ages) или Мрачни векови. Дио историчара, пак, настоји у потпуности да одбаци коришћење тог израза сматрајући га непрецизним, необјективним, омаловажавајућим и политички некоректним.